# Neuroma de Morton
El neuroma de Morton és un neuroma benigne d'un nervi plantar intermetatarsià, més freqüentment del segon i tercer espais intermetatarsians (entre el segon/tercer i tercer/quart cap metatarsià; el primer és del dit gros del peu), que provoca l'atrapament del nervi afectat. Els símptomes principals són dolor i/o entumiment, de vegades alleujats deixant de fer servir calçat amb puntera ajustada i talons alts (que s'han relacionat amb la malaltia). La condició porta el nom de Thomas George Morton, encara que va ser descrita correctament per primera vegada per un podòleg anomenat Durlacher.
Algunes fonts afirmen que l'atrapament del nervi plantar com a resultat de la compressió entre els caps metatarsians, tal com va proposar originalment per Morton, és molt poc probable, perquè el nervi plantar es troba al costat plantar del lligament transvers del metatars i, per tant, no entra en contacte amb els caps metatarsians. És més probable que el lligament transvers del metatarsià sigui la causa de l'atrapament.
Tot i que la condició s'etiqueta com un neuroma, moltes fonts no el consideren una veritable neoplàsia, sinó un fibroma perineural (formació de teixit fibrós al voltant del teixit nerviós).

## Signes i símptomes
Rares vegades s'originen múltiples neuromes en un mateix peu. No totes les persones amb neuroma de Morton manifesten signes de neuropatia a l'exploració física. En un 33%-54% d'elles no s'aprecia una simptomatologia clara, malgrat ser evident la presència de neuroma a les seves proves d'imatge.
La deambulació és dolorosa i les molèsties es localitzen a l'espai intermetatarsià. Sovint, la palpació de la zona permet apreciar un nòdul tou. Sembla existir una relació entre aquest trastorn i una determinada configuració del turmell. En alguna ocasió, un nòdul gotós (tofus) provoca parestèsies i dolor neuropàtic al peu que suggereixen, al efectuar l'exploració física, la possible existència d'un neuroma de Morton.
Histològicament, es veu un material eosinòfil amorf dintre del nervi, engruiximent fibrós del perineuri, disminució de la llum dels vasos endoneurals amb esclerosi hialina de la seva paret i canvis de degeneració axonal per desmielinització local.

## Diagnòstic
A banda dels signes clínics, l'ecografia i la RM són les proves diagnòstiques d'elecció, encara que en certs casos pot ser necessari efectuar una biòpsia guiada per ultrasons. L'ecografia mostra els neuromes com masses rodones més o menys homogènies, de marges nítids, hipoecoiques i paral·leles a l'eix longitudinal dels metatarsians. La RM aprecia una massa de parts toves entre els caps dels metatarsians, d'aspecte bulbós o en forma de llàgrima, que presenta una intensitat de senyal mitja-baixa en seqüències T1 i relativament baixa en T2, segons sigui el grau de fibrosi existent.

## Tractament
Els resultats del tractament quirúrgic són molt bons. Alguns cirurgians prefereixen efectuar la neurectomia per via anterior per evitar molèsties a la planta del peu, en especial si hi ha més d'un neuroma. Una alternativa a la neurectomia és la neuròlisi microquirúrgica. Si el neuroma és petit, les injeccions de corticoides, toxina botulínica A o de productes neurolítics sota control ecoogràfic poden ser una bona solució a curt termini. AINEs, amitriptilina, antiepilèptics (com ara la gabapentina), puncions percutànies múltiples del teixit fibròtic intermetatarsià, crioteràpia, ablació per radiofreqüència del nervi, són també algunes de les eines terapèutiques emprades per aconseguir una millora dels símptomes, almenys de forma temporal.

## Epidemiologia
És una patologia que predomina en dones de mitjana edat, de vegades causada o agreujada per un calçat no adequat.